# مارتینساید اف.۱
مارتینساید اف. ۱ (به انگلیسی: Martinsyde_F.1) یک هواگرد ملخ‌پیشین تک‌موتوره از نوع هواپیمای دوباله هواپیمای جنگنده ساخت شرکت Martinsyde است. هواگرد مارتینساید اف. ۱ نخستین پروازش را در ۱۹۱۷ میلادی انجام داد. در مجموع، تعداد ۲ فروند از این هواگرد ساخته شده‌است.